# Luciano Siqueira
Luciano Siqueira de Oliveira (ur. 3 grudnia 1975 w Rio de Janeiro) – brazylijski piłkarz występujący na pozycji bocznego pomocnika. Był zawodnikiem kolejno takich klubów jak SE Palmeiras, Bologna FC, Chievo, Inter Mediolan oraz Mantova.